# 지진폭탄

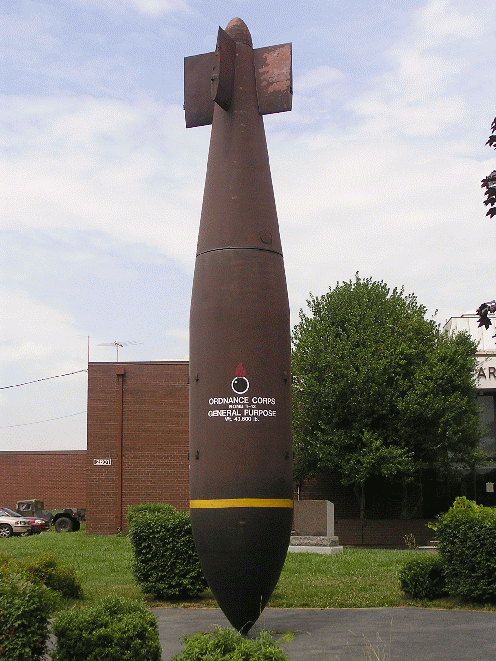
T-12 클라우드메이커 지진폭탄.

지진폭탄(地震爆彈, 영어: earthquake bomb, seismic bomb)은 제2차 세계 대전(WWII/WW2) 초기 영국의 항공공학자 반즈 월리스가 고안한 폭탄 개념으로, 대전 말 유럽 대륙의 전략표적을 상대로 활용되었다. 지진폭탄은 이전까지의 항공수송폭탄이 지표면 위에서 터져 그 폭발 에너지가 대부분 공기 중에 흡수되어버린다는 것을 문제의식으로 삼아, 크고 무거운 폭탄을 고고도에서 떨어뜨려 엄청난 운동에너지를 획득함으로써 땅 속까지 파고들어가 지하에서 폭발, 그에 따른 충격파를 발생시켜 교량, 건물, 고가교 등의 표적을 파괴하는 것을 목적으로 했다. 즉 일종의 소규모 인공지진을 일으키는 것이다.
지진폭탄은 유보트(U-boat) 기지, 터널, 엄폐호, 교량,등 독일군의 주요 시설을 타격하는 데 큰 공을 세웠다. 거대한 폭탄을 땅속까지 박아넣어 폭발을 일으킨다는 개념은 오늘날의 벙커버스터의 선구물이라 할 수 있다.

## 지진폭탄의 종류
- 톨보이, 반즈 월리스가 개발한 12,000 파운드 (5.4톤) 폭탄.
- 그랜드슬램
- T-12 클라우드메이커
- 현무-5, 탄두중량 9톤

## 같이 보기
- 벙커버스터
- 운동 에너지탄